# Museo Linden
El museo Linden (en alemán : Linden-Museum Stuttgart. Staatliches Museum für Völkerkunde) es un museo etnológico ubicado en la ciudad de Stuttgart en Alemania.
El museo encuentra su origen en la colección de objetos acumulados por la Verein für Handelsgeographie (la asociación para la geografía del comercio) del siglo XIX. Lleva el nombre de Karl Graf von Linden (1838–1910) que, como presidente de la Verein für Handelsgeographie, reunió y organizaó la colección, y ha invitado a grandes exploradores tales que Sven Hedin o Roald Amundsen a Stuttgart. 
En 1911, toda la colección estuvo reunida para abrir un museo privado y el actual edificio se construyó. Después de haber padecido deterioros durante la Segunda Guerra Mundial, el museo estuvo restaurado en los años 1950 y la municipalidad devino propietaria. Desde 1973, el museo es administrado conjuntamente por la ciudad de Stuttgart y por el land de Bade-Wurtemberg.
La mayoría de las obras japonesas que poseía Erwin Bälz (1849-1913), médico alemán, se encuentran aquí.

## Galería

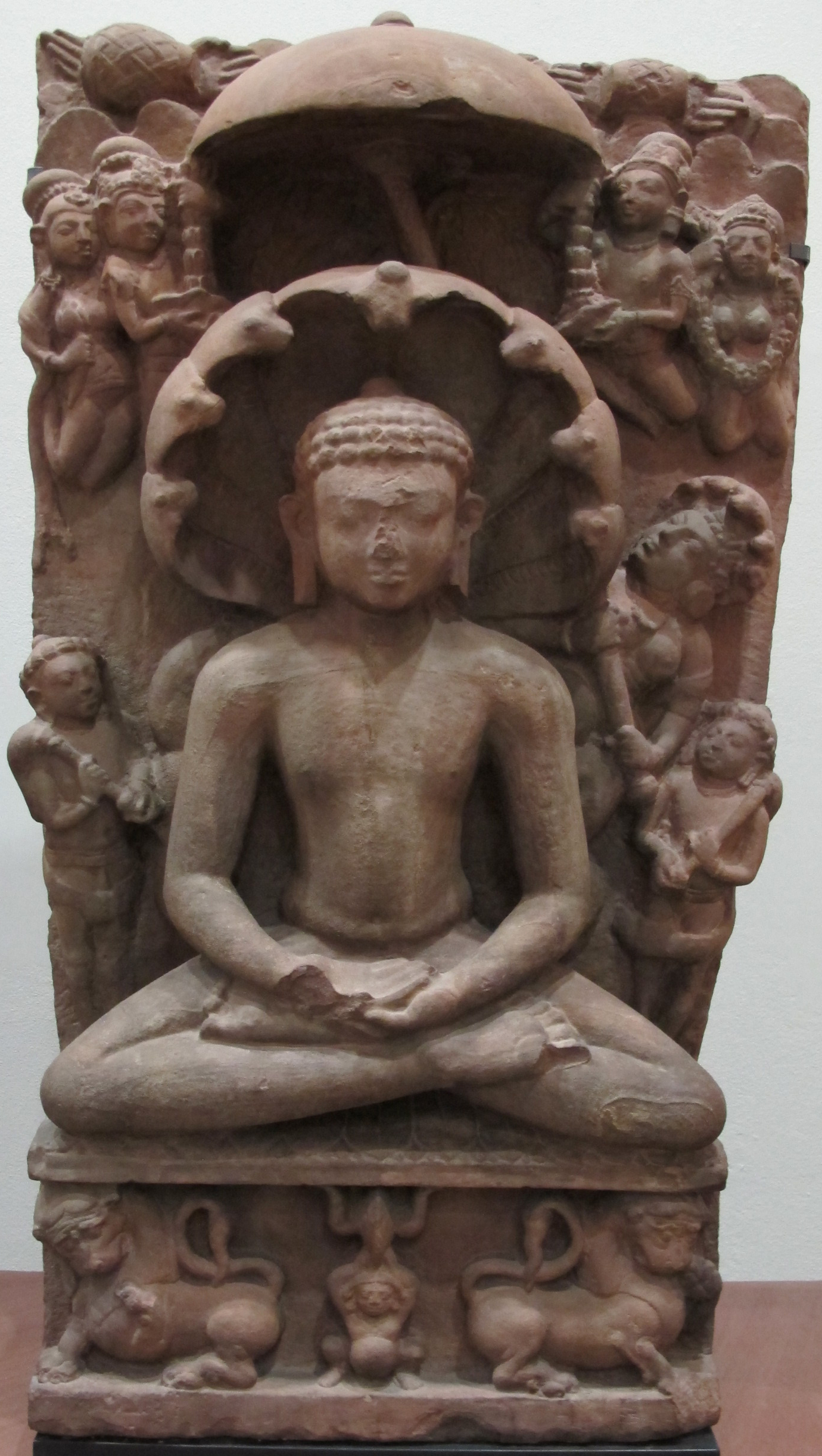
Escultura Parshvanatha, s. VII.
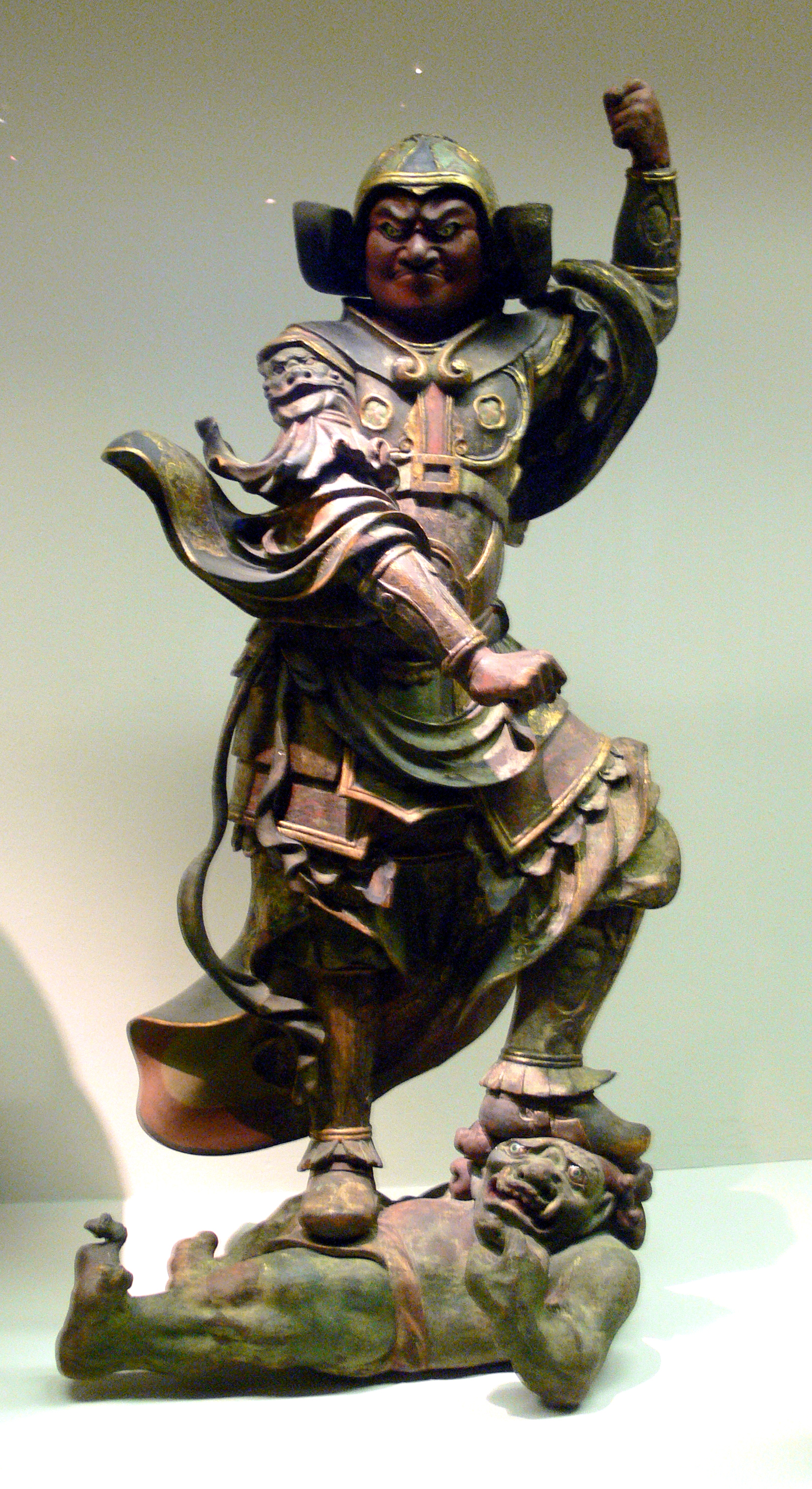
Sky King (Lokapala), Japón, periodo Kamakura (1185-1333)
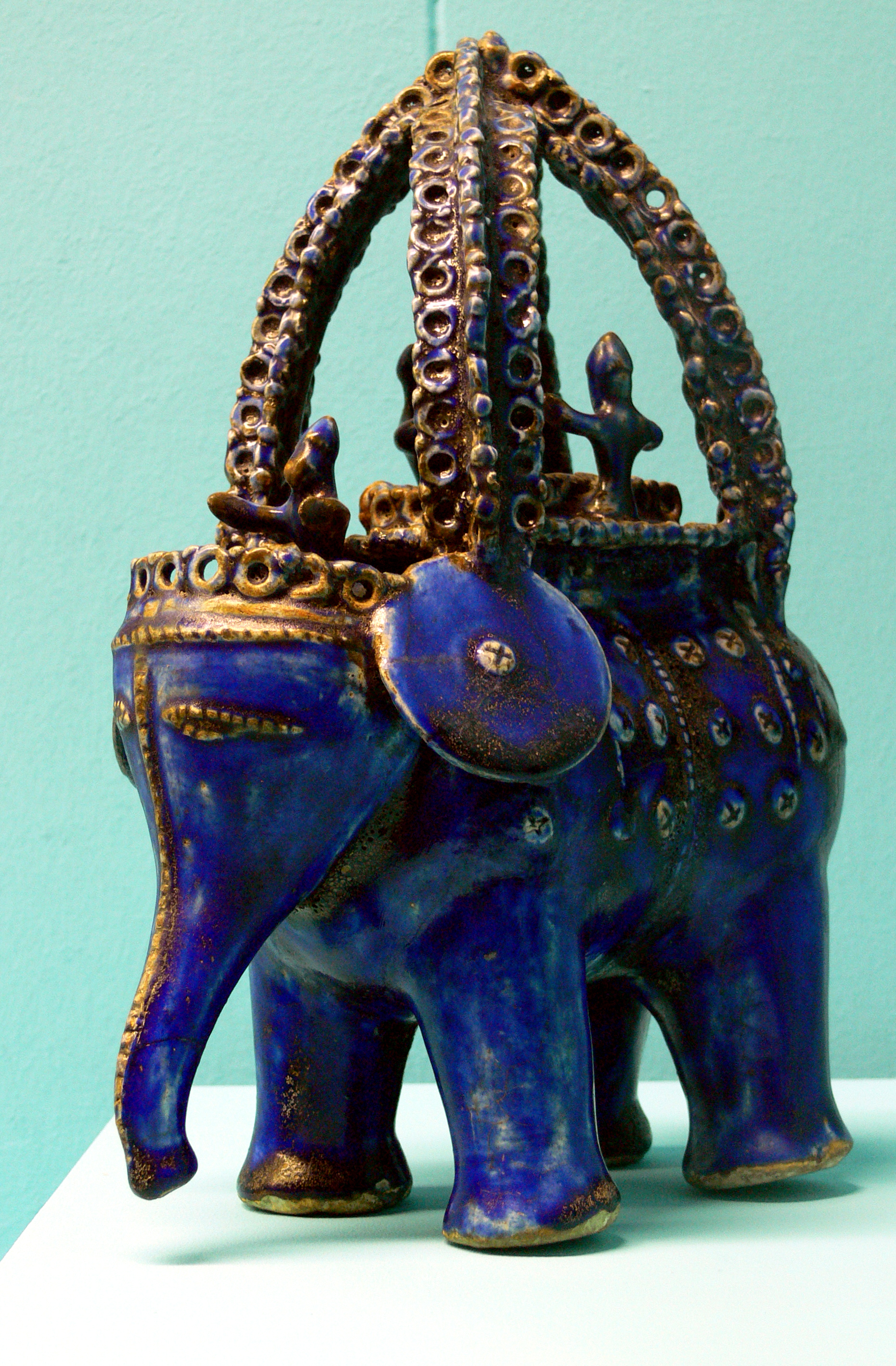
Elefante, cerámica, Irán, s. XIII
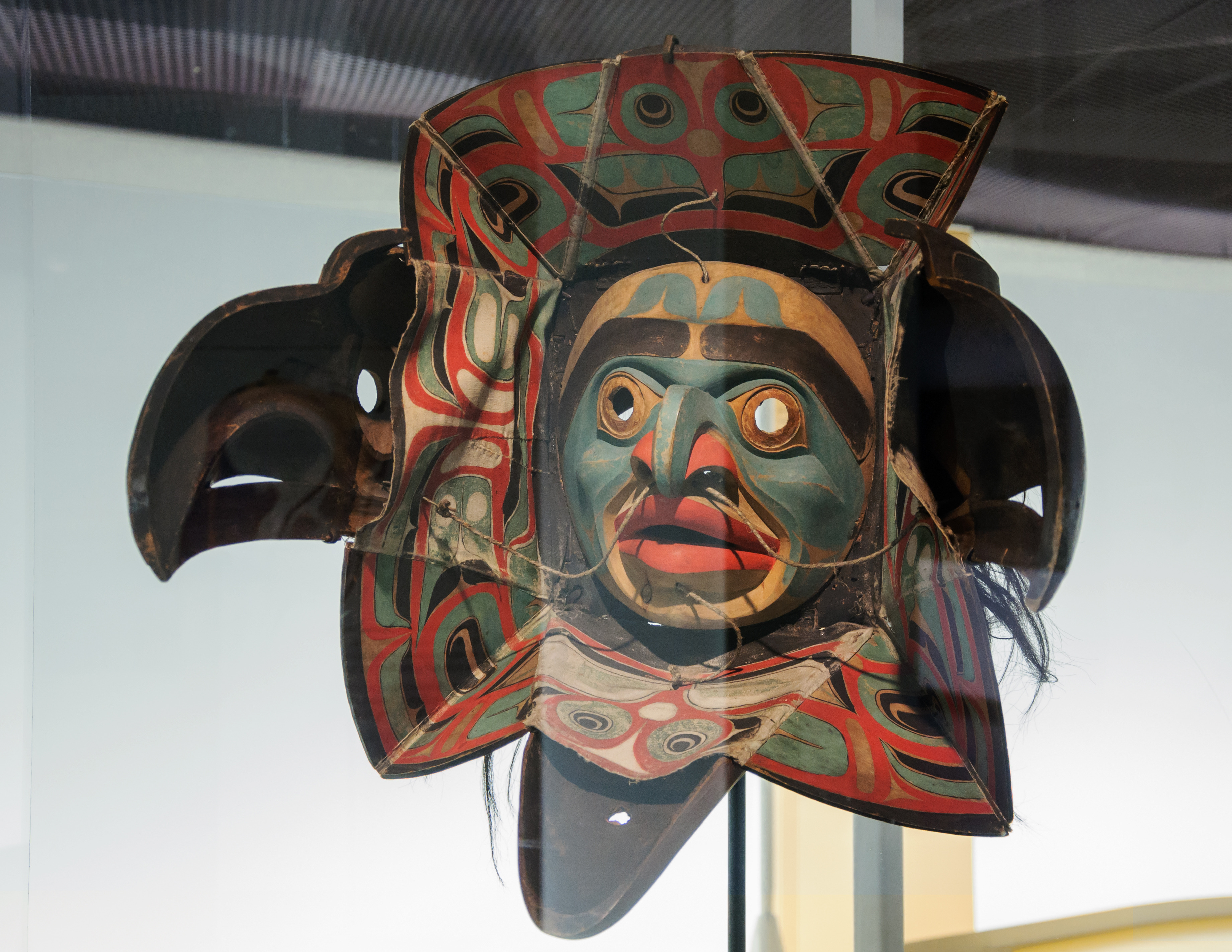
Nuxalk transformada en máscara, Canadá, s. XIX
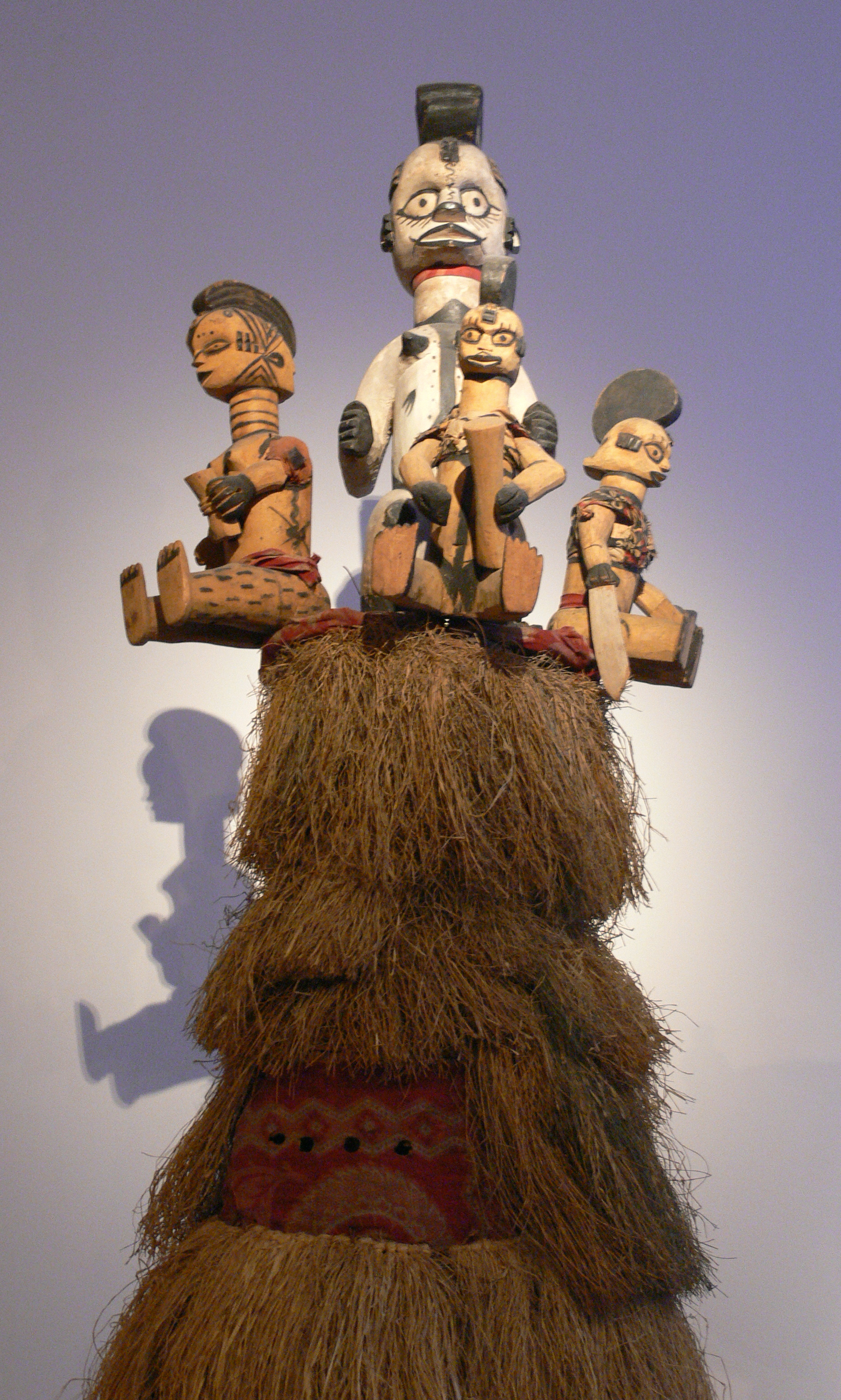
Máscara de corteza Ekpo-federal, África, s. XIX

## Literatura
- Hartwig Isernhagen. Die Nordamerikasammlung des Prinzen Maximilian zu Wied im Linden-Museum in Stuttgart – weit mehr als Zeugen früher indianischer Geschichte. In: Museo de nativos americanos de EE. UU. en Zúrich  (Karin Isernhagen): Karl Bodmer. A Swiss Artist in America 1809–1893. Ein Schweizer Künstler in Amerika. Scheidegger & Spiess, Zürich 2009, ISBN 978-3-85881-236-0, p. 18–41.